# 유선애
유선애(1969년~)는 대한민국의 배우이다.

## 학력
- 1985년 ~ 1988년 정화여자상업고등학교
- 1990년 ~ 1992년 서울예술대학교 연극과 전문학사

## 경력
- 1990년 KBS 특채 전문 MC

## 출연

### 방송

#### 드라마
- 1984년 KBS1 특집드라마 《불타는 바다》
- 1985년 MBC 일요아침드라마《갯마을》
- 1988년 KBS2 수목드라마 《풍객》
- 1989년 KBS2 주말연속극 《달빛가족》
- 1989년 MBC 주말연속극 《배반의 장미》
- 1994년 KBS2 일일연속극 《한쪽 눈을 감아요》
- 1995년 KBS2 일요아침드라마 《사랑한다면서》
- 1995년 MBC 주말 특별기획 드라마《전쟁과 사랑》
- 1995년 KBS2 수목드라마 《또 하나의 시작》
- 1996년 SBS 드라마스페셜《남자대탐험》
- 1998년 MBC 《MBC 베스트극장 - 차차차, 코리아 블루스》
- 1999년 KBS2 월화드라마 《학교》
- 2001년 MBC 아침드라마《보고싶은 얼굴》
- 2003년 KBS2 주말연속극《진주 목걸이》

#### 교양
- 1991년 KBS 1TV 《신전국일주》 - 리포터
- 1992년 SBS 《스타와 만나요》 - 진행자
- 1992년 KBS 2TV 《퀴즈탐험 신비의 세계》 - 게스트 (1992.07.09)
- 1995년 KBS 1TV 《어린이를 위한 연주회》 - 진행자 (1995.04.30)
- 1995년 KBS 1TV 《무엇이든 물어보세요》
- 1996년 KBS 1TV 《어린이날 음악회》 - 진행자 (1996.05.05)
- 1999년 KBS 2TV 《행복채널》 - 게스트
- 1999년 KBS 2TV 《체험 삶의 현장》 - 게스트
- 2002년 SBS 《모닝와이드》

#### 예능
- 1992년 KBS 2TV 《우람이와 마법사》 - 공주 역 (1992.05.05)
- 1997년 MBC 《좋은 밤입니다》 - 게스트
- 1998년 KBS 2TV 《도전! 주부가요스타》
- 2001년 MBC 《출발! 비디오 여행》

#### 어린이
- 1990년 KBS 2TV 《달려라 삼총사》 - 진행자
- 1992년 KBS 1TV 《TV유치원 하나둘셋》 - 하나언니 (1992.06.08~1996.05.11)
- 2004년 아름방송네트워크 《동요는 내 친구》 - 진행자

#### 비디오
- 1994년 《하나언니의 구연동화》 (블루미디어)
- 1995년 《하이 데니스》 (서원미디어)
- 1996년 《하나언니의 글자만들기》 (킹아트)
- 1996년 《하나언니의 글자놀이》 (킹아트)

### 영화
- 1989년 《랏슈》 - 여기자 역
- 1991년 《괴짜들의 꼴찌 안녕》
- 1992년 《숲속의 방》 - 경옥 역
- 1992년 《정신나간 유령》- 유희 역(2~3편)

### 공연

#### 연극
- 1986년 《비밀일기》
- 1991년 《게팅 아웃》
- 1997년 《털없는 원숭이들》

#### 뮤지컬
- 1992년 《우람이와 마법사》 - 공주 역
- 1993년 《우람이와 우주마왕》 - 공주 역
- 1996년 《피터팬》 - 웬디 역

#### 콘서트
- 1997년 《불우이웃돕기 명사초청음악회》